# Wilhelm Wolfgang Schütz
Wilhelm Wolfgang Schütz (* 14. Oktober 1911 in Bamberg; † 15. April 2002 in Köln) war ein deutscher Publizist, Schriftsteller und Politiker beziehungsweise Politikberater. Schütz trat wiederholt mit eigenwilligen Gedanken zur Deutschlandpolitik hervor und drängte auf eine aktive Politik der Wiedervereinigung. Der Historiker Christoph Meyer bezeichnet Schütz als den Erfinder der „Neuen Ostpolitik“.

## Leben
Wilhelm Wolfgang Schütz war der Sohn einer alteingesessenen ehemals jüdischen, später zum evangelischen Christentum konvertierten Bamberger Fabrikantenfamilie.
Er studierte Staatswissenschaft, Neuere Geschichte, Deutsche Literatur und Kunstgeschichte an den Universitäten München und Heidelberg, wo er im Jahr 1934 in Staatswissenschaften zum Dr. phil. promovierte.
Im Jahr 1935 emigrierte er mit seiner damaligen Frau, der Journalistin Barbara Sevin, nach Großbritannien und war als Journalist und Korrespondent verschiedener Zeitungen tätig. In den Jahren 1941 bis 1951 war er Londoner Korrespondent der Neuen Zürcher Zeitung. Nach Deutschland zurückgekehrt, beriet er von 1951 bis 1957 Jakob Kaiser als Bundesminister für gesamtdeutsche Fragen und war in den Jahren 1954 bis 1972 geschäftsführender Vorsitzender des Kuratoriums Unteilbares Deutschland.
Inzwischen war er auch Berater von Willy Brandt und leistete als solcher Vorarbeiten für Brandts Treffen mit Willi Stoph 1970 in Erfurt. Im Jahr 1970 übersiedelte Schütz in die Schweiz, war seit 1972 Mitglied der SPD und Befürworter der Neuen Ostpolitik Willy Brandts.
Ab 1974 war er Chefredakteur des St. Galler Tagblatts, nach einem halben Jahr allerdings gab er diesen Posten schon auf und zog sich später in die Eifel zurück. Er ist auf dem Dorffriedhof in Marmagen beerdigt.

## Ehrungen
Schütz wurde am 4. März 1999 mit dem Verdienstorden des Landes Nordrhein-Westfalen ausgezeichnet.

## Schriften (Auswahl)
- German Home Front. Zusammen mit Barbara Schütz-Sevin, 1943. (Eine frühe Darstellung der deutschen Widerstandsbewegung.)
- Organische Aussenpolitik. Deutsche Verlags-Anstalt (DVA) Stuttgart 1951.
- Deutschland am Rande zweier Welten. Voraussetzung und Aufgaben unserer Aussenpolitik. 1952.
- Wir wollen überleben. Aussenpolitik im Atomzeitalter. 1956.
- Bewährung im Widerstand – Gedanken zum deutschen Schicksal. DVA, Stuttgart 1956.
- Ost-West-Politik. Vandenhoeck & Ruprecht, Göttingen (= Göttinger Universitätsreden. Heft 40).
- Modelle der Deutschland-Politik – Wege zu einer neuen Aussenpolitik. Kiepenheuer&Witsch, Köln 1966.
- Was ist Deutschland? Denkschrift. 1967.[3]
- Deutschland-Memorandum. Eine Denkschrift und ihre Folgen. S. Fischer – Kleine Fischer-Bücherei, Frankfurt u. a. 1968.